# Agathis malvacearum
Agathis malvacearum – rodzaj błonkówek z rodziny męczelkowatych. Gatunek typowy rodzaju Agathis.
.

## Zasięg występowania
Gatunek rodzimy dla Europy. Notowany w Albanii, Bułgarii, Chorwacji, Czarnogórze, we Francji, w Grecji (w tym na Krecie), Hiszpanii, Holandii na Litwie, w Macedonii Północnej, Niemczech, Polsce, europejskiej części Rosji (bez dalekiej północy), Serbii na Słowacji, w Szwajcarii, europejskiej części Turcji, na Węgrzech i we Włoszech. Wraz ze swym żywicelem rozprzestrzenił się w innych regionach świata, min. w Ameryce Północnej.

## Biologia i ekologia
Agathis malvacearum jest parazytoidem ćmy Metzneria lappella, której larwy żerują na łopianie.